# Adam Szymon Krzyżanowski
Adam Szymon Krzyżanowski (ur. 25 grudnia 1785 w Krakowie, zm. 12/13 listopada 1847 w Czulicach k. Krakowa) – polski naukowiec, prawnik, rektor Uniwersytetu Jagiellońskiego i prezes Towarzystwa Naukowego Krakowskiego.

## Życiorys
Urodzony w Krakowie, w 1804 został doktorem praw Szkoły Głównej Krakowskiej. Od 1807 wykładał na krakowskiej uczelni prawo wekslowe. Od 1809 był sekretarzem Komisji ds. Interesów Akademii.
Od 1811 kierował pracami zespołu profesorów uniwersyteckich nad tłumaczeniem Kodeksu Napoleona. W latach 1814–1816 Krzyżanowski pełnił funkcję dziekana Wydziału Prawa Szkoły Głównej Krakowskiej, a następnie przez lata kierował Katedrą Prawa Cywilnego Krajowego i Państw Ościennych.
Kilkukrotnie z ramienia uczelni był posłem do Zgromadzenia Reprezentantów Wolnego Miasta Krakowa. Krzyżanowski wchodził także w skład Komitetu Akademickiego i Wielkiej Rady Uniwersytetu.
W latach 1845–1847 był rektorem Uniwersytetu Jagiellońskiego i jednocześnie prezesem Towarzystwa Naukowego Krakowskiego.
Zmarł w swoim majątku w Czulicach pod Krakowem i pochowany jest na tamtejszym cmentarzu parafialnym przy Kościele św. Mikołaja.